# Колокольников, Виктор Иванович
Колоко́льников, Ви́ктор Ива́нович (24 ноября 1881, Тюмень, Тобольская губерния — 3 апреля 1941, Харбин) — российский общественный деятель.

## Учёба и служба
Родился в Тюмени. Окончил Александровское реальное училище (1898). Работник, с 1895 года — совладелец торгового дома «И. П. Колокольникова наследники». Член комитета Ирбитской ярмарки.
С 1903 года как вольноопределяющийся служил в Маньчжурии. Участвовал в Русско-Японской войне в Тобольском стрелковом полку. В июле 1904 года получил тяжёлое ранение в ногу на вылет с повреждением колена. В августе 1904 года лично главнокомандующим Манчжурской армией был награждён «именным» Георгиевским крестом IV степени и 15 рублями. На излечении находился в Харбине, а позже за ним приехал брат Степан и увёз домой.
В 1908 году выпускник Московского сельскохозяйственного института, при этом получил звание ученого-агронома.

## Коммерческое училище
В 1910 г. вместе с братом С. И. Колокольниковым открыл частное коммерческое училище в Тюмени, в котором тот стал первым директором.
В 1912 году В. И. Колокольников обучался Коммерческом институте в Москве, и прослушал полный курс этого учебного заведения. Он свободно владел французским, немецким и английским языками.
С 1912 по 1919 годы занимал должность директора коммерческого училища.
По замыслу основателей, училище должно было готовить высококвалифицированные кадры для быстрорастущей промышленности и торговли Тобольской губернии. В программу обучения были включены разнообразные науки: естественные и гуманитарные в большом объёме, английский, французский, немецкий языки, бухгалтерский учёт, танцы, музыка, история искусств. Среди преподавателей были: Н. Н. Шапошников (русский язык и история), В. В. Комаров (Закон Божий, математика), Л. П. Думаревская (французский язык), Е. Г. Гань (немецкий язык), Б. Г. Верди (природоведение и география), П. Г. Мельников (графические искусства). Одновременно Б. Г. Верди, Н. Н. Шапошников, В. В. Комаров являлись классными наблюдателями. В коммерческом училище преподавали танцы и музыку (учителя М. Н. Деспот-Зенович и А. Э. Казанская соответственно). Там работал штатный врач А. С. Гасилов и сверхштатный законоучитель.
С момента создания училища торговый дом «И. П. Колокольникова наследники» на свои средства содержал в училище бедных, но одаренных учащихся, для чего было создано «Общество воспомоществования бедным учащимся Коммерческого училища Колокольниковых в Тюмени», цель которого состояла в «попечении о недостаточных учащихся». В уставе общества записано, что помощь общества может выражаться в следующем: «взнос платы за обучение; бесплатная выдача книг и учебных пособий; снабжение одеждой, пищей и приютом неимущих, если они не могут приобретать их собственными трудами; снабжение бедных больных медицинскими пособиями, под наблюдением врача на дому и помещением таких больных на счёт общества в больницы; назначение в исключительных случаях денежных пособий». Здесь же даётся примечание: «С развитием деятельности Общества, помощь может быть оказываема и тем из оканчивающих курс в училище, кои для продолжения образования поступают в другие учебные заведения, не входящие в круг деятельности Общества. Помощь может быть оказываема в таком случае лишь единовременная и только таким… которые заслуживают того по их поведению, выдающимся способностям и успехам, засвидетельствованным училищным начальством».
Для получения средств, поступающих в фонд общества, устраивались вечера, были прочитаны лекции, дополненные последующим концертным отделением, проводились «кинематографические сеансы». В 1915 году общество на собранные средства учредило стипендии и экскурсионный фонд имени господ Колокольниковых.

## Общественная деятельность
В. И. Колокольников активно занимался безвозмездной деятельностью на благо общества. В числе его общественных должностей были:
- председатель городской школьной комиссии,
- член городской Думы,
- член городского союза комитета помощи военно-увечным,
- член Тюменского комитета союза городов,
- председатель военно-промышленного комитета,
- председатель комитета общественной безопасности,
- представитель Думы при начальном Беженском 2-м городском училище,
- первым съездом городских избирателей Тюменского уезда избран выборщиком в Тобольское губернское избирательное собрание в 1912 году[5].

## Эмиграция
С приходом большевиков в 1919 году В. И. Колокольников выехал во Владивосток, и там основал «Беженский комитет», оказывавший помощь русским эмигрантам.
В 1920 году Колокольников перебрался в Иокогаму. В 1922—1932 годах встал во главе «Комитета помощи русским беженцам» в Харбине. Беженский комитет стал наиболее крупной общественной организацией, координировавшей и направлявшей деятельность многочисленных благотворительных, политических, торгово-промышленных и культурных обществ. Беженцам оказывалась бесплатная медицинская помощь, выдавались денежные средства, устраивались благотворительные обеды. Комитет помогал устроиться на работу. Предоставлял жильё. Большую роль сыграл Беженский комитет и в деле сохранения русской духовности и культуры.
В 1931 году В. И. Колокольников открыл в Харбине 1-е русское реальное училище, финансирование его осуществлялось из средств самого основателя. С 1931 по 1935 год он служил директором вновь открытого реального училища. Начиная с 1938 года, Колокольников служит сначала лектором, а позднее профессором Северо-Манчжурского университета.
Скончался в 11 часов утра 3 апреля 1941 года в Харбине и похоронен на Монастырском кладбище.

## Семья
- Отец — Иван Петрович Колокольников (1830—1895)
- Мать — Мария Дмитриевна Колокольникова (1843—1923, Тюмень)[6].
  - Брат — Степан (1867—1925) — предприниматель, меценат, личный почётный гражданин, почётный гражданин города Тюмени, депутат Государственной думы I созыва от Тобольской губернии,  женат на Марии Николаевне Колокольниковой (урождённой ?, ? — после 1960), их единственный 4-летний сын умер в Тюмени в 1916 году[7].
  - Брат — Антон, женат на Александре Александровне, урождённой ?, у них 11 детей, после революции уехали в Иркутск[6].
  - Брат — Владимир, (1877 — 17 марта 1917[8]) — хозяин мельницы, умер от туберкулёза, похоронен в Ялте[6].
  - Брат — Борис.
  - Брат — Ювеналий, младший из братьев, расстрелян красноармейцами 17 июля 1918 г. в Ирбите[8][9].
  - Сестра — Валентина[6].